# Pyotr Veniaminovich Svidler
Pyotr Veniaminovich Svidler (tiếng Nga: Пётр Вениами́нович Сви́длер; sinh ngày 17 tháng 6 năm 1976 tại Leningrad) là một đại kiện tướng cờ vua người Nga.
Svidler đã tham gia ba giải vô địch thế giới - các giải đấu trong khoảng thời gian chia cắt FIDE/PCA World Chess Championship 2002 và 2005, và Giải vô địch thế giới năm 2007 sau khi thống nhất danh hiệu cờ vua.
Anh đã 8 lần vô địch nước Nga (1994, 1995, 1997, 2003, 2008, 2011, 2013, 2017), và đã đại diện cho nước Nga tại 10 giải Olympiad Cờ vua (1994-2010, 2014), giành 5 huy chương vàng và 2 huy chương bạc đồng đội,  1 huy chương đồng cá nhân. Anh đã đoạt chức vô địch Cúp cờ vua thế giới 2011.